# Harveya vesicularioides
Harveya vesicularioides là một loài Rêu trong họ Hookeriaceae. Loài này được H.A. Crum mô tả khoa học đầu tiên năm 1985.